# Ungheria ai Giochi della XXVII Olimpiade
L'Ungheria partecipò ai Giochi della XXVII Olimpiade, svoltisi a Sydney, Australia, dal 15 settembre al 1º ottobre 2000, con una delegazione di 178 atleti impegnati in ventitré discipline.

## Medaglie

### Medagliere
| Sport              | Oro | Argento | Bronzo | Totale |
| ------------------ | --- | ------- | ------ | ------ |
| Canoa              | 4   | 2       | 1      | 7      |
| Ginnastica         | 1   | 0       | 0      | 1      |
| Nuoto              | 1   | 0       | 0      | 1      |
| Pallanuoto         | 1   | 0       | 0      | 1      |
| Scherma            | 1   | 0       | 0      | 1      |
| Lotta              | 0   | 1       | 0      | 1      |
| Pallamano          | 0   | 1       | 0      | 1      |
| Pentathlon moderno | 0   | 1       | 0      | 1      |
| Sollevamento pesi  | 0   | 1       | 0      | 1      |
| Pugilato           | 0   | 0       | 1      | 1      |
| Tiro               | 0   | 0       | 1      | 1      |
| Totale             | 8   | 6       | 3      | 17     |

### Medaglie
| Medaglia | Atleta | Sport              | Evento                      |
| -------- | --- | ------------------ | --------------------------- |
| Oro      | Tímea Nagy Beniamino Bonomi | Scherma            | Spada individuale femminile |
| Oro      | Zoltán Kammerer Botond Storcz | Canoa              | K2 - 500 m maschile         |
| Oro      | Gábor Horváth Zoltán Kammerer Ákos Vereckei Botond Storcz | Canoa              | K4 - 1000 m maschile        |
| Oro      | György Kolonics | Canoa              | C1 - 500 m maschile         |
| Oro      | Ferenc Novak Imre Pulai | Canoa              | C2 - 500 m maschile         |
| Oro      | Szilveszter Csollány | Ginnastica         | Anelli                      |
| Oro      | Ágnes Kovács | Nuoto              | 200 metri Rana              |
| Oro      | Nazionale maschile di pallanuoto dell'Ungheria Tibor Benedek Péter Biros Rajmund Fodor Tamás Kásás Gergely Kiss Zoltán Kósz Tamás Märcz Tamás Molnár Rajmund Fodor Barnabás Steinmetz Zoltán Szécsi Bulcsú Székely Zsolt Varga Attila Vári          | Pallanuoto         | Torneo maschile             |
| Argento  | Gábor Balogh | Pentathlon moderno | Gara maschile               |
| Argento  | Katalin Kovács Szilvia Szabó | Canoa              | K2 - 500 m femminile        |
| Argento  | Rita Kőbán Szilvia Szabó Erzsébet Viski Katalin Kovács | Canoa              | K4 - 500 m femminile        |
| Argento  | Nazionale femminile di pallamano dell'Ungheria Beatrix Balogh Rita Deli Ágnes Farkas Anikó Kántor Beatrix Kökény Anita Kulcsár Dóra Lőwy Anikó Nagy Ildikó Pádár Katalin Pálinger Krisztina Pigniczki Bojana Radulovics Beáta Siti Tamásné Zsémbery | Pallamano          | Torneo femminile            |
| Argento  | Erzsébet Márkus | Sollevamento pesi  | 69 kg femminile             |
| Argento  | Sándor Bárdosi | Lotta greco-romana | 85 kg maschile              |
| Bronzo   | Zsolt Erdei | Pugilato           | Pesi medi                   |
| Bronzo   | Krisztián Bártfai Krisztián Veréb | Canoa              | K2 - 1000 m maschile        |
| Bronzo   | Diána Igaly | Tiro               | Skeet femminile             |

## Risultati

### Pallanuoto
| Atleta | Classifica |                     |
| --- | --- | ------------------- |
| V · D · M Nazionale maschile ungherese di pallanuoto · Giochi olimpici - Sydney 2000 Vári · Szécsi · Székely · Varga · Märcz · Molnár · Steinmetz · Kásás · Kiss · Kósz · Benedek · Biros · Fodor · CT : Dénes Kemény | Oro |                     |
| Nazionale maschile ungherese di pallanuoto · Giochi olimpici - Sydney 2000 | |                     |
| Vári · Szécsi · Székely · Varga · Märcz · Molnár · Steinmetz · Kásás · Kiss · Kósz · Benedek · Biros · Fodor · CT: Dénes Kemény                                                                                       | Vári · Szécsi · Székely · Varga · Märcz · Molnár · Steinmetz · Kásás · Kiss · Kósz · Benedek · Biros · Fodor · CT: Dénes Kemény | Ungheria (bandiera) |